# Stanhopea ospinae
Stanhopea ospinae är en orkidéart som beskrevs av Dodson. Stanhopea ospinae ingår i släktet Stanhopea och familjen orkidéer. Inga underarter finns listade i Catalogue of Life.

## Bildgalleri

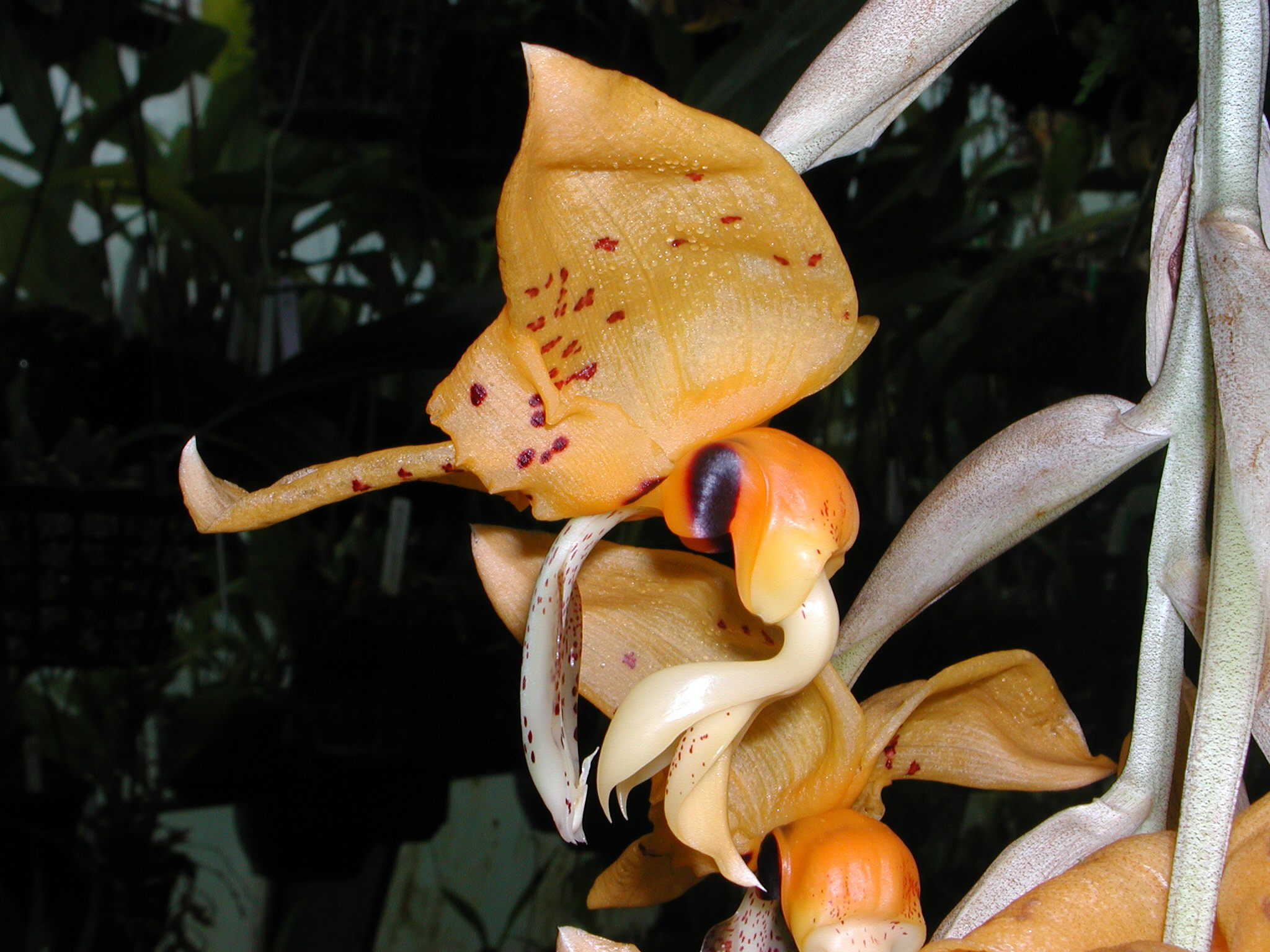
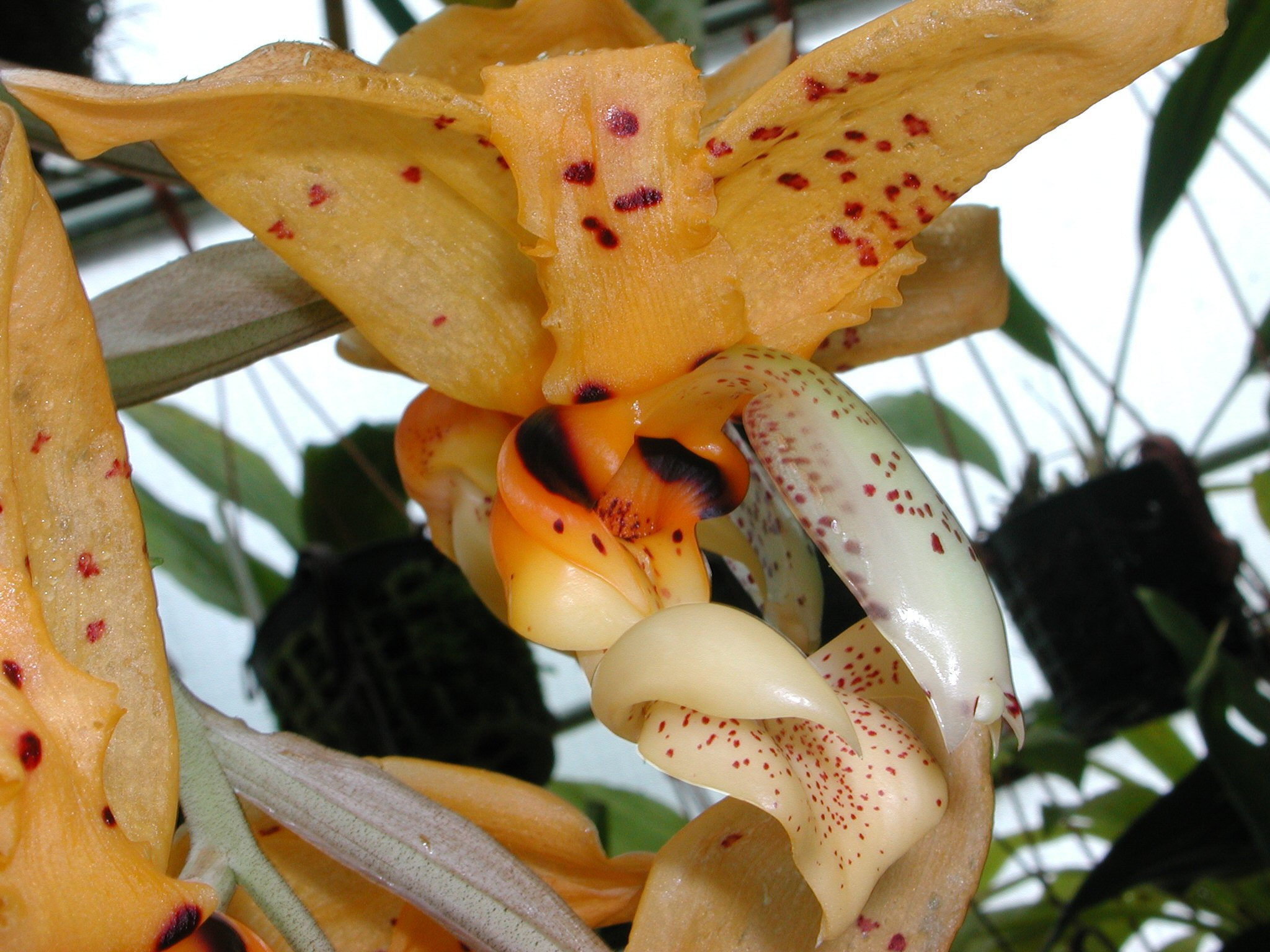